# Árpád Bánóczy
Árpád Bánóczy (* 28. August 2002) ist ein ungarischer Hürdenläufer, der sich auf die 400-Meter-Distanz spezialisiert hat.

## Sportliche Laufbahn
Erste internationale Erfahrungen sammelte Árpád Bánóczy im Jahr 2018, als er bei den U18-Europameisterschaften in Győr mit 55,53 s im Halbfinale über 400 m Hürden ausschied. Im Jahr darauf schied er beim Europäischen Olympischen Jugendfestival (EYOF) in Baku mit 1:02,21 min im Vorlauf aus und belegte mit der ungarischen Sprintstaffel (1000 Meter) in 1:56,31 min den fünften Platz. Auch bei den U20-Europameisterschaften in Tallinn kam er mit 53,53 s nicht über die Vorrunde über 400 m Hürden hinaus und gelangte mit der 4-mal-400-Meter-Staffel mit 3:10,49 min auf Rang sieben. Anschließend schied er bei den U20-Weltmeisterschaften in Nairobi mit 53,47 s im Halbfinale aus. 2023 wurde er bei der 2. Liga der Team-Europameisterschaft im Rahmen der Europaspiele in Chorzów in 51,69 s Sechster über 400 m Hürden, ehe er bei den U23-Europameisterschaften in Espoo mit 53,01 s im Halbfinale ausschied. Anschließend kam er bei den Weltmeisterschaften in Budapest mit 50,31 s nicht über die Vorrunde hinaus. Im Jahr darauf schied er bei den Europameisterschaften in Rom mit 50,14 s im Semifinale aus.
2023 wurde Bánóczy ungarischer Meister im 400-Meter-Hürdenlauf.

## Persönliche Bestleistungen
- 400 m Hürden: 49,88 s, 24. Mai 2024 in Banská Bystrica